# Joncreuil
Joncreuil ist eine französische Gemeinde mit 96 Einwohnern (Stand: 1. Januar 2022) im Département Aube in der Region Grand Est (bis 2015 Champagne-Ardenne). Sie gehört zum Arrondissement Bar-sur-Aube und zum Gemeindeverband Lacs de Champagne. Die Bewohner werden Joncreuillois genannt.

## Geografie
Die Gemeinde Joncreuil liegt 30 Kilometer südwestlich von Saint-Dizier und etwa 45 Kilometer nordöstlich von Troyes im Südosten der Trockenen Champagne. Das 10,55 km² umfassende Gemeindeareal weist kaum Höhenunterschiede auf und ist durch Ackerflächen im Westteil und Wälder im Ostteil (Bois des Gauterots, Bois Lamiarde, Le Chanet) geprägt. Das Gemeindegebiet wird vom Flüsschen Chevry durchquert. Im Nordosten grenzt die Gemeinde an das Département Marne. Etwa acht Kilometer nordöstlich von Joncreuil befindet sich der größte Stausee Frankreichs, der Lac du Der-Chantecoq. Zur Gemeinde Joncreuil zählt der Weiler Le Sicheron. Umgeben wird Joncreuil von den Nachbargemeinden Arrembécourt im Nordwesten und Norden, Outines im Nordosten, Bailly-le-Franc im Osten, Lentilles im Südosten sowie Chavanges im Süden und Westen.

## Bevölkerungsentwicklung
| Jahr      | 1962 | 1968 | 1975 | 1982 | 1990 | 1999 | 2006 | 2014 | 2021 |
| Einwohner | 113  | 92   | 102  | 85   | 96   | 87   | 105  | 88   | 96   |

In den Jahren 1836 und 1811 wurden mit je 273 Bewohnern die bisher höchsten Einwohnerzahlen ermittelt. Die Zahlen basieren auf den Daten von cassini-ehess und INSEE.

## Sehenswürdigkeiten
- Kirche Saint-Pierre-ès-Liens, Monument historique[3]
- Monumentalkreuz auf dem Friedhof, Monument historique[4]
- La Croix Dorée, Croix Blanche und weitere Flurkreuze

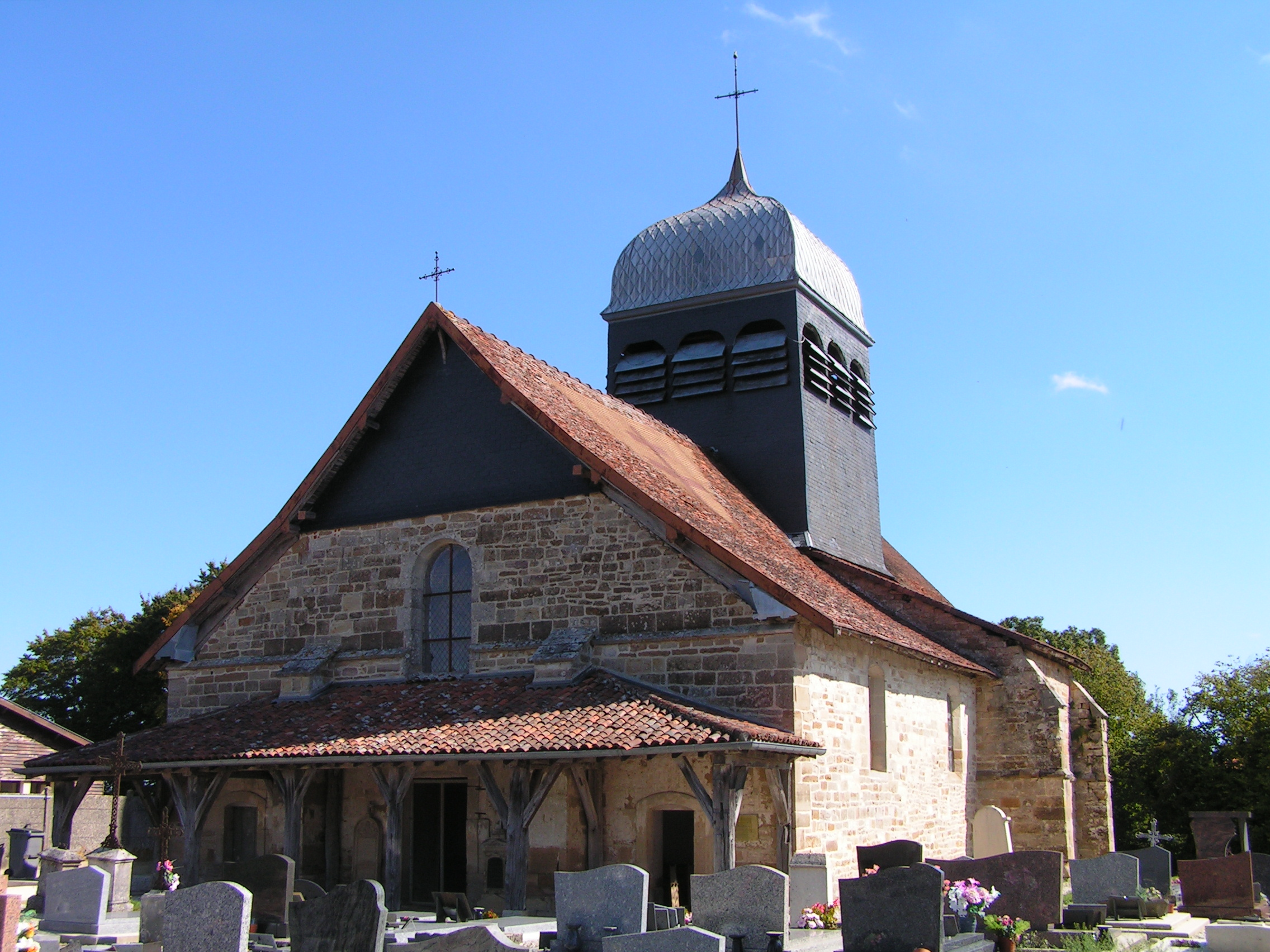
Kirche Saint-Pierre-ès-Liens
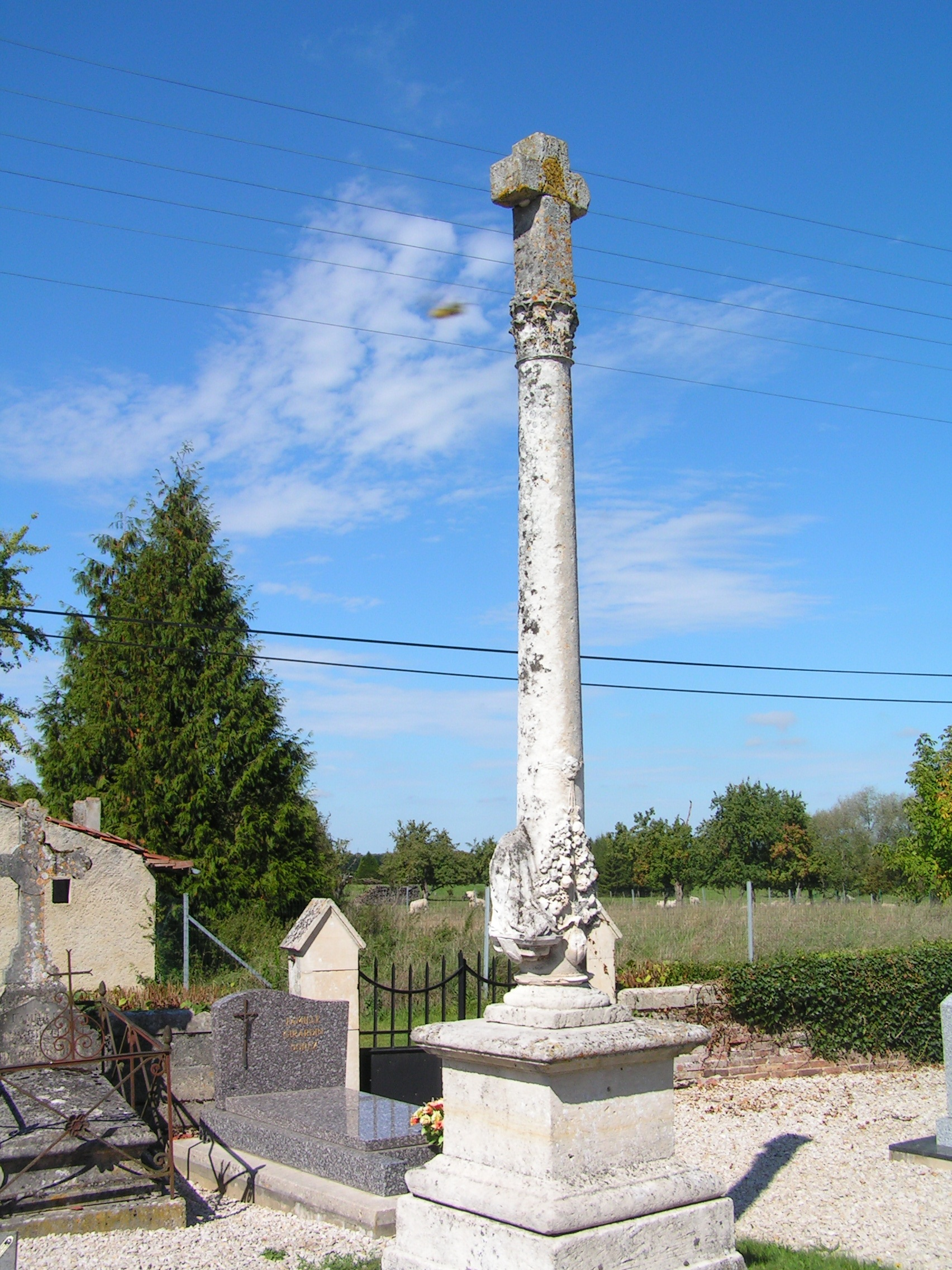
Monumentalkreuz

## Wirtschaft und Infrastruktur
In Joncreuil sind sieben Landwirtschaftsbetriebe ansässig (Getreideanbau, Viehzucht).
Joncreuil liegt abseits der überregional wichtigen Verkehrsachsen. Sieben Kilometer westlich von Joncreuil verläuft die Fernstraße D396 (frühere RN 396) von Vitry-le-François nach Brienne-le-Château. In der 25 Kilometer nördlich gelegenen Stadt Vitry-le-François besteht ein Anschluss an die autobahnähnlich ausgebaute RN 4 von Paris nach Straßburg. Unmittelbar westlich der Gemeinde Joncreuil verläuft die Bahnstrecke Vallentigny–Vitry-le-François, allerdings ohne Haltepunkt in der Nähe.

## Belege
1. ↑  Joncreuil auf cassini-ehess.fr
2. ↑  Joncreuil auf insee.fr
3. ↑  Eintrag Nr. PA00078125 in der Base Mérimée des französischen Kulturministeriums (französisch)
4. ↑  Eintrag Nr. PA00078124 in der Base Mérimée des französischen Kulturministeriums (französisch)
5. ↑  Landwirtschaftsbetriebe auf annuaire-mairie.fr (französisch)